# Кабанова, Валентина Викторовна
Кабанова Валентина Викторовна (Родилась 10 октября 1951 г. на хуторе Етеревский, Сталинградской области) — российский общественный, государственный и политический деятель, депутат Государственной Думы V, VI, VII созывов. Член фракции «Единая Россия», заместитель председателя комитета Госдумы по труду, социальной политике и делам ветеранов.

## Биография
В 1973 году получила высшее экономическое образование в Саратовском экономическом институте. Защитила диссертацию в Академии труда и социальных отношений в 2002 году, кандидат социологических наук.
С 1974 по 1979 год работала в строительных организациях треста «Мособлстрой-10» экономистом, начальником планового отдела, с 1979 по 1985 году работала заместителем председателя, председателем профкома треста. Затем, до 1985 года, являлась заместителем председателя и председателем профкома треста. В 1985 году продолжила заниматься профсоюзной деятельностью, став заместителем председателя, а затем и председателем (1991—2000 гг.) Московской областной организации профсоюза работников строительства и промстройматериалов. В 2000 году возглавила Московское областное объединение организаций профсоюзов (МОООП).
В марте 2007 года баллотировалась в Московскую областную думу, по результатам выборов избрана депутатом Областной думы.
В декабре 2007 года выдвигалась в депутаты Госдумы V созыва, но по итогам выборов в Думу не прошла. В марте 2008 года стала депутатом Государственной Думы получив вакантный мандат Олега Ковалёва, который сложил депутатские полномочия в связи с избранием губернатором Рязанской области.
В декабре 2011 года выдвигалась в Государственную Думу VI созыва, по результатам выборов избрана депутатом по списку партии «Единая Россия». Входила во фракцию, работала в комитете по организации работы Думы и регламенту.
В сентябре 2016 года баллотировалась в Госдуму VII созыва, по результатам выборов избрана по одномандатному избирательному округу № 123. Член фракции «Единая Россия».

## Законотворческая деятельность
С 2008 по 2019 год, в течение исполнения полномочий депутата Государственной Думы V, VI и VII созывов, выступила соавтором 57 законодательных инициатив и поправок к проектам федеральных законов.

## Награды и звания
- Орден дружбы[10]
- Медаль ордена «За заслуги перед Отечеством» II степени[11]
- Медаль «В память 850-летия Москвы»[12]
- Почетный строитель Московской области
- Заслуженный строитель Московской области.
- Почетный знак Госдумы РФ «За заслуги в развитии парламентаризма»,
- Знак Московской областной думы «За содействие закону».
- Наградной знак Московской области «За заслуги перед Московской областью»[4]
- Знак преподобного Сергия Радонежского (2014)[13]

- Благодарность Правительства Российской Федерации (16 декабря 2019 года) — за большой вклад в развитие российского парламентаризма и активную законотворческую деятельность[14]
- Медаль «МПА СНГ. 25 лет» (27 марта 2017 года, Межпарламентская ассамблея СНГ) — за заслуги в деле развития и укрепления парламентаризма, за вклад в развитие и совершенствование правовых основ функционирования Содружества Независимых Государств, укрепление международных связей и межпарламентского сотрудничества[15]